# Tom Schilling

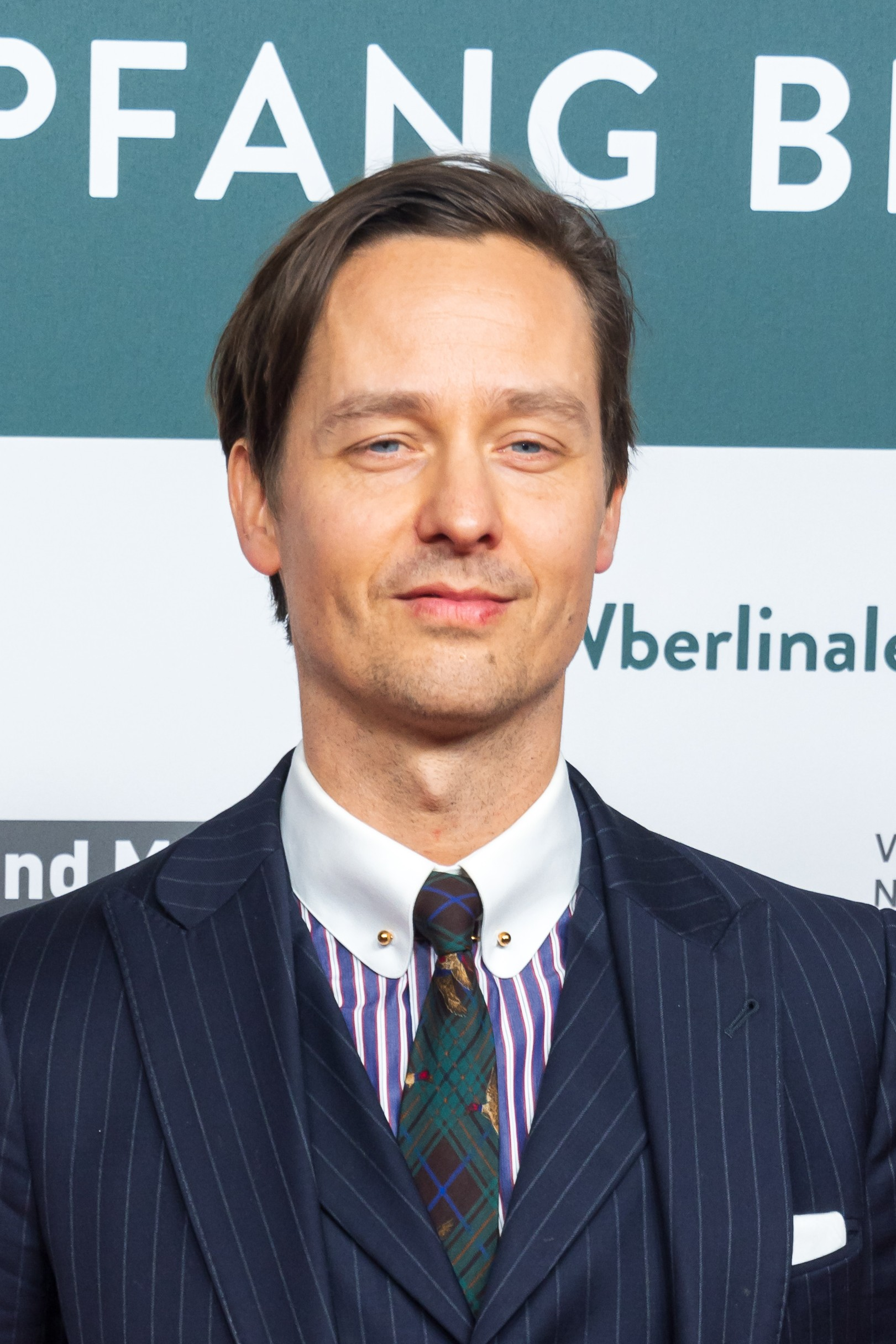
Tom Schilling bei der Berlinale 2023

Tom Schilling (* 10. Februar 1982 in Ost-Berlin) ist ein deutscher Schauspieler und Musiker. Seinen Durchbruch hatte er 2000 als Internatsschüler Janosch Schwarze in dem Spielfilm Crazy. Weiter bekannt wurde er durch die Kinofilme Robert Zimmermann wundert sich über die Liebe, Oh Boy, Werk ohne Autor und Fabian oder Der Gang vor die Hunde. Bekannt ist er außerdem unter seinem musikalischen Alter Ego Die Andere Seite.

## Privates
Tom Schilling wuchs als einziger Sohn eines Kartografen-Ehepaars in Berlin-Mitte in der Nähe des Rosenthaler Platzes auf.
Das Abitur legte er 2001 am John-Lennon-Gymnasium in Berlin ab. 2006 wurde er Vater eines Sohnes. Im Frühsommer 2014 kam sein zweiter Sohn zur Welt, es ist das erste gemeinsame Kind für Schilling und seine Ehefrau, die Producerin Annie Schilling (geborene Mosebach). Anfang 2017 wurde ihre Tochter geboren. Im Frühling 2019 heiratete Schilling seine langjährige Lebensgefährtin. Schilling lebt in Berlin-Prenzlauer Berg.

## Karriere

### Schauspiel
Im Alter von ca. vier oder fünf Jahren wurde Schilling im Kindergarten entdeckt und gab daraufhin als Robert, das jüngste von drei Halbgeschwistern, deren Mutter tödlich verunglückt, in dem DDR-Film Stunde der Wahrheit (1988) sein Filmdebüt. Der Regisseur und Dokumentarfilmer Thomas Heise suchte in Schillings Schule Kinder, die im Theaterstück Im Schlagschatten des Mondes auftreten sollten. Der damals Zwölfjährige absolvierte ein Casting und wurde daraufhin 1995 für das Stück engagiert. Am Berliner Ensemble trat er dann in den nächsten vier Jahren auch in anderen Stücken auf. Werner Schroeter besetzte ihn in Monsieur Verdoux (mit Martin Wuttke), Carmen-Maja Antoni in Der Ingwertopf, B. K. Tragelehn in Leben des Galilei (mit Josef Bierbichler) sowie Stephan Lose in Kleists Prinz von Homburg. Ursprünglich wollte Schilling Malerei studieren, blieb dann aber bei der Schauspielerei.
Nach einigen Rollen am Theater spielte er 1999 in der Tatort-Folge Kinder der Gewalt mit und war als „Jo“ an der Seite von Frank Giering in dem Spielfilm Der Himmel kann warten auf der Kinoleinwand zu sehen. Der Durchbruch gelang ihm im Jahr 2000 an der Seite von Robert Stadlober in dem Film Crazy nach dem gleichnamigen Roman von Benjamin Lebert. Mit Robert Stadlober zusammen drehte Schilling außerdem im Jahr 2003 den Film Verschwende deine Jugend und 2006 in der dritten Folge Die Studenten des Episodenfilms Schwarze Schafe, in der Stadlober und Schilling als Berliner Studenten zu sehen sind. In Napola – Elite für den Führer spielte er an der Seite von Max Riemelt die zweite Hauptrolle. 2006 bekam er ein Stipendium für die Lee-Strasberg-Schauspielschule in New York.

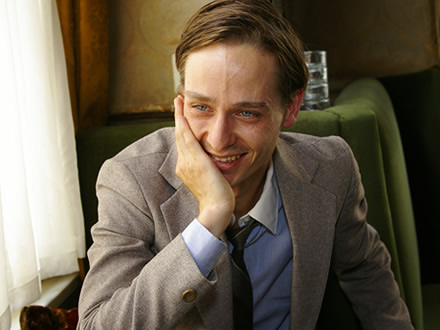
Schilling in Wien (Juni 2008)

2008 übernahm er in Leander Haußmanns Komödie Robert Zimmermann wundert sich über die Liebe die Titelrolle eines 26-jährigen Gamedesigners. 2009 war er als junger Adolf Hitler in Mein Kampf, einem Film frei nach George Taboris gleichnamigen Theaterstück (an der Seite von Götz George), zu sehen. Regie führte Urs Odermatt.
Anerkennung brachte Schilling 2012 die Hauptrolle in Jan-Ole Gersters Tragikomödie Oh Boy ein. Für seine Darstellung des ziellosen Berliner Studienabbrechers Niko erhielt er einen zweiten Bayerischen Filmpreis, den Deutschen Filmpreis, Nominierungen für den Preis der Deutschen Filmkritik und den Europäischen Filmpreis 2014 in der Kategorie „bester Schauspieler“. Ebenfalls 2012 spielte er in dem deutsch-österreichischen Historienfilm Ludwig II. den geisteskranken Otto von Bayern, der Bruder des Märchenkönigs.
2013 war er an der Seite von Volker Bruch mit der Rolle des Wehrmachtssoldaten Friedhelm Winter einer der Hauptdarsteller des dreiteiligen Fernsehfilms Unsere Mütter, unsere Väter des ZDF. Seine dortige schauspielerische Leistung brachte ihm im selben Jahr den Bayerischen Fernsehpreis, eine Auszeichnung der Deutschen Akademie für Fernsehen und einen Bambi ein. In der Georg-Büchner-Verfilmung Woyzeck gab er ebenfalls im Jahr 2013 die Titelrolle des einfachen Soldaten Franz Woyzeck. In dem deutschen Thriller Who Am I – Kein System ist sicher, in dem eine Hackergruppe global auf sich aufmerksam machen will, übernahm er neben Elyas M’Barek die Hauptrolle des Hackers Benjamin Engel alias WhoAmI. In Oskar Roehlers schwarzer Filmkomödie Tod den Hippies!! Es lebe der Punk spielte er 2015 den jugendlichen Punk-Schüler Robert Rother. In dem Fernsehfilm Auf kurze Distanz verkörperte er den serbischstämmigen Polizisten Klaus Roth, der verdeckt gegen eine in Berlin agierende serbische Gangsterbande ermitteln soll. In dem ZDF-Dreiteiler Der gleiche Himmel übernahm Schilling 2017 die Rolle des 25-jährigen „Romeo-Agenten“ Lars Weber. In Florian Henckel von Donnersmarcks Künstlerbiografie Werk ohne Autor spielte er 2018 als ambitionierter Maler Kurt Barnert in der Hauptrolle. 2019 übernahm er in der zweiteiligen Filmbiografie Brecht die Titelrolle des jungen Bertolt Brecht und war in der Filmkomödie Die Goldfische als Banker und Portfoliomanager Oliver Overrath zu sehen. Im November 2019 startete mit dem Filmdrama Lara, in dem er an der Seite von Corinna Harfouch den Pianisten gab, die zweite Zusammenarbeit nach Oh Boy zwischen Schilling und Jan-Ole Gerster. In der sechsteiligen deutsch-österreichischen Fernsehserie Ich und die Anderen spielte er 2021 die Serienhauptrolle des jungen Unternehmers Tristan. In Dominik Grafs Filmdrama Fabian oder Der Gang vor die Hunde, das auf dem Roman Fabian von Erich Kästner basiert, verkörperte er 2021 die Titelrolle des Germanisten und angehenden Schriftstellers Dr. Jakob Fabian.
Er ist Mitglied im Bundesverband Schauspiel (BFFS).

### Musik
Neben seiner schauspielerischen Tätigkeit ist Tom Schilling auch Frontmann der Band Tom Schilling & The Jazz Kids, die im Mai 2017 ihre erste Tour startete. Im selben Jahr veröffentlichten Tom Schilling & The Jazz Kids ihr Debütalbum Vilnius, auf welchem sich ein Duett mit Annett Louisan befindet. Das Lied Ja oder nein sei „die rührendste Nummer“ der Platte, meinte Thomas Lindemann. „Schwer zu sagen, ob das Kitsch oder schon wirklich schön ist. Vermutlich beides.“ Im Mai 2021 kündigte Schilling die Zusammenarbeit mit dem Berliner Record Label Virgin Music Label & Artist Services an. Das Album Epithymia wurde unter seinem neuen Bandnamen Die Andere Seite am 22. April 2022 veröffentlicht.

## Filmografie

### Kinofilme
- 1999: Schlaraffenland
- 2000: Crazy
- 2000: Der Himmel kann warten
- 2001: Herz im Kopf
- 2003: Verschwende deine Jugend
- 2004: Napola – Elite für den Führer
- 2004: Egoshooter
- 2004: Agnes und seine Brüder
- 2004: Kurz – Der Film
- 2006: Elementarteilchen
- 2006: Der Feind im Inneren (Joy Division)
- 2006: Schwarze Schafe
- 2007: Pornorama
- 2007: Neben der Spur
- 2007: Warum Männer nicht zuhören und Frauen schlecht einparken
- 2008: Robert Zimmermann wundert sich über die Liebe
- 2008: Der Baader Meinhof Komplex
- 2009: Mein Kampf
- 2009: Zarte Parasiten
- 2010: Das Leben ist zu lang
- 2012: Oh Boy
- 2012: Ludwig II.
- 2013: Hai-Alarm am Müggelsee
- 2014: Who Am I – Kein System ist sicher
- 2014: Die Kunst des Liebens (Posthumous)
- 2015: Suite française – Melodie der Liebe (Suite française)
- 2015: Die Frau in Gold (Woman in Gold)
- 2015: Tod den Hippies!! Es lebe der Punk
- 2018: Werk ohne Autor
- 2019: Die Goldfische
- 2019: TKKG
- 2019: Lara
- 2020: In Berlin wächst kein Orangenbaum
- 2021: Fabian oder Der Gang vor die Hunde
- 2022: Stasikomödie
- 2022: Die Geschichte der Menschheit – leicht gekürzt
- 2023: Der Pfau
- 2023: Das fliegende Klassenzimmer
- 2024: Eine Million Minuten

### Fernsehfilme
- 1988: Stunde der Wahrheit
- 2002: Weil ich gut bin!
- 2005: Die letzte Schlacht
- 2007: Einfache Leute
- 2008: Mordgeständnis
- 2010: Ken Folletts Eisfieber
- 2010: Ich, Ringo und das Tor zur Welt
- 2012: Das Adlon. Eine Familiensaga (Dreiteiler)
- 2013: Woyzeck
- 2013: Unsere Mütter, unsere Väter (Dreiteiler)
- 2016: Auf kurze Distanz
- 2016: Die Opfer – Vergesst mich nicht (2. Teil der Trilogie Mitten in Deutschland: NSU)
- 2017: Der gleiche Himmel (Dreiteiler)
- 2019: Brecht (Zweiteiler)

### Fernsehserien und -reihen
- 1996: Hallo, Onkel Doc! (Folge Manege frei)
- 1996: Für alle Fälle Stefanie (Folge Rettung des Retters)
- 1999: Tatort: Kinder der Gewalt
- 2001: Tatort: Tot bist Du!
- 2005: Tatort: Wo ist Max Gravert?
- 2007: KDD – Kriminaldauerdienst (5 Folgen)
- 2008: Tatort: Der frühe Abschied
- 2009: Bloch: Tod eines Freundes
- 2010: Tatort: Am Ende des Tages
- 2010: SOKO Köln (Folge Ein Bund fürs Leben)
- 2011: Polizeiruf 110: Die verlorene Tochter
- 2011: Tatort: Auskreuzung
- 2021: Ich und die Anderen (6 Folgen)
- 2023: German Genius
- 2024: Achtsam Morden

### Kurzfilme
- 2002: Mehmet
- 2002: Weichei
- 2002: Schlüsselkinder
- 2002: Fetisch
- 2006: Wigald

## Audiografie
- 2003: Die Meute der Mórrígan (Pidge) von Pat O’Shea ,-Regie: Annette Kurth (Hörspiel SWR)
- 2003: Das Geheimnis der verborgenen Insel
- 2003: Hanni und Nanni und ihre Gäste (Peter)
- 2008: 19 Minuten von Jodi Picoult (Hörbuch, Charakter-Erzähler: Peter Houghton), der Hörverlag, ISBN 978-3-86717-252-3
- 2011: Übernacht (Jan) von Johanna Steiner
- 2012: Als ich meine Eltern verließ von Michel Rostain (Hörbuch)
- 2012: Futur III von Max von Malotki – Regie: Thomas Leutzbach (Hörspiel – WDR)[18]
- 2012: Domino von Christoph Buggert – Regie: Walter Adler (Hörspiel – MDR/WDR)
- 2014: Autsystem (Jan Lanbecker) von Tom Peuckert – Regie: Nikolai von Koslowski (Radio-Tatort – RBB)
- 2014: In Stahlgewittern von Ernst Jünger (Hörbuch)
- 2017: Vilnius (ft. The Jazz Kids)
- 2018: Brüder von Hilary Mantel (Louis Suleau) – Regie: Walter Adler (Hörspielserie – WDR)[19]
- 2019: Caiman Club von Edgar Linscheid und Stuart Kummer – Regie: Stuart Kummer (Hörspielserie – WDR)[20]
- 2019: Hotel 4Xmas von Edgar Linscheid und Stuart Kummer – Regie: Stuart Kummer (Hörspiel – WDR)[21]
- 2022: Epithymia (als Die Andere Seite)[22]
- 2025: Die Erschöpften (Hörspielserie – NDR)[23]

## Auszeichnungen
- 2000: Bayerischer Filmpreis als Bester Nachwuchsdarsteller für Crazy
- 2005: Undine Award
  - Bester jugendlicher Charakterdarsteller für Napola – Elite für den Führer
  - Publikumspreis
- 2008: Deutscher Fernsehkrimipreis, Sonderpreis für herausragende schauspielerische Leistung in Tatort – Der frühe Abschied
- 2012: Internationales Filmfest Oldenburg: Seymour-Cassel-Award für herausragende schauspielerische Leistung in Oh Boy
- 2013: Bayerischer Filmpreis in der Kategorie Bester Hauptdarsteller für Oh Boy
- 2013: Deutscher Filmpreis in der Kategorie Beste darstellerische Leistung – männliche Hauptrolle für Oh Boy
- 2013: Bayerischer Fernsehpreis Sonderpreis der Jury für die darstellerische Leistung in Unsere Mütter, unsere Väter (gemeinsam mit Katharina Schüttler, Miriam Stein, Volker Bruch und Ludwig Trepte)
- 2013: Auszeichnung der Deutschen Akademie für Fernsehen in der Kategorie „Schauspieler Hauptrolle“ für Unsere Mütter, unsere Väter
- 2013: Bambi in der Kategorie „Schauspieler National“ für Unsere Mütter, unsere Väter
- 2021: Günter-Rohrbach-Filmpreis für die beste männliche Hauptrolle Fabian oder Der Gang vor die Hunde